# Jean-Baptiste Charly
Jean-Baptiste François Étienne Charly est un homme politique français né le 8 février 1748 à Pamiers (Ariège) et mort le 8 avril 1813 à Toulouse (Haute-Garonne), marié à Thérèse de Ville.

## Biographie
Avocat à Pamiers en 1771, il est ensuite procureur du roi au présidial de Pamiers et syndic des États de Foix en 1781.
Membre du district de Mirepoix de 1790 à 1792, il est ensuite juge au tribunal de Pamiers puis président du tribunal civil de l'Ariège. En 1800, il est conseiller à la cour d'appel de Toulouse, et député de l'Ariège de 1804 à 1808.